# Quesada (ort i Spanien, Andalusien, Provincia de Jaén, lat 37,84, long -3,07)
Quesada är en ort i Spanien.   Den ligger i provinsen Provincia de Jaén och regionen Andalusien, i den södra delen av landet, 290 km söder om huvudstaden Madrid. Quesada ligger 656 meter över havet och antalet invånare är 5 987.
Terrängen runt Quesada är kuperad västerut, men österut är den bergig. Runt Quesada är det glesbefolkat, med 18 invånare per kvadratkilometer. Närmaste större samhälle är Cazorla, 9,6 km nordost om Quesada. Trakten runt Quesada består till största delen av jordbruksmark.